# Saint-Avit-le-Pauvre

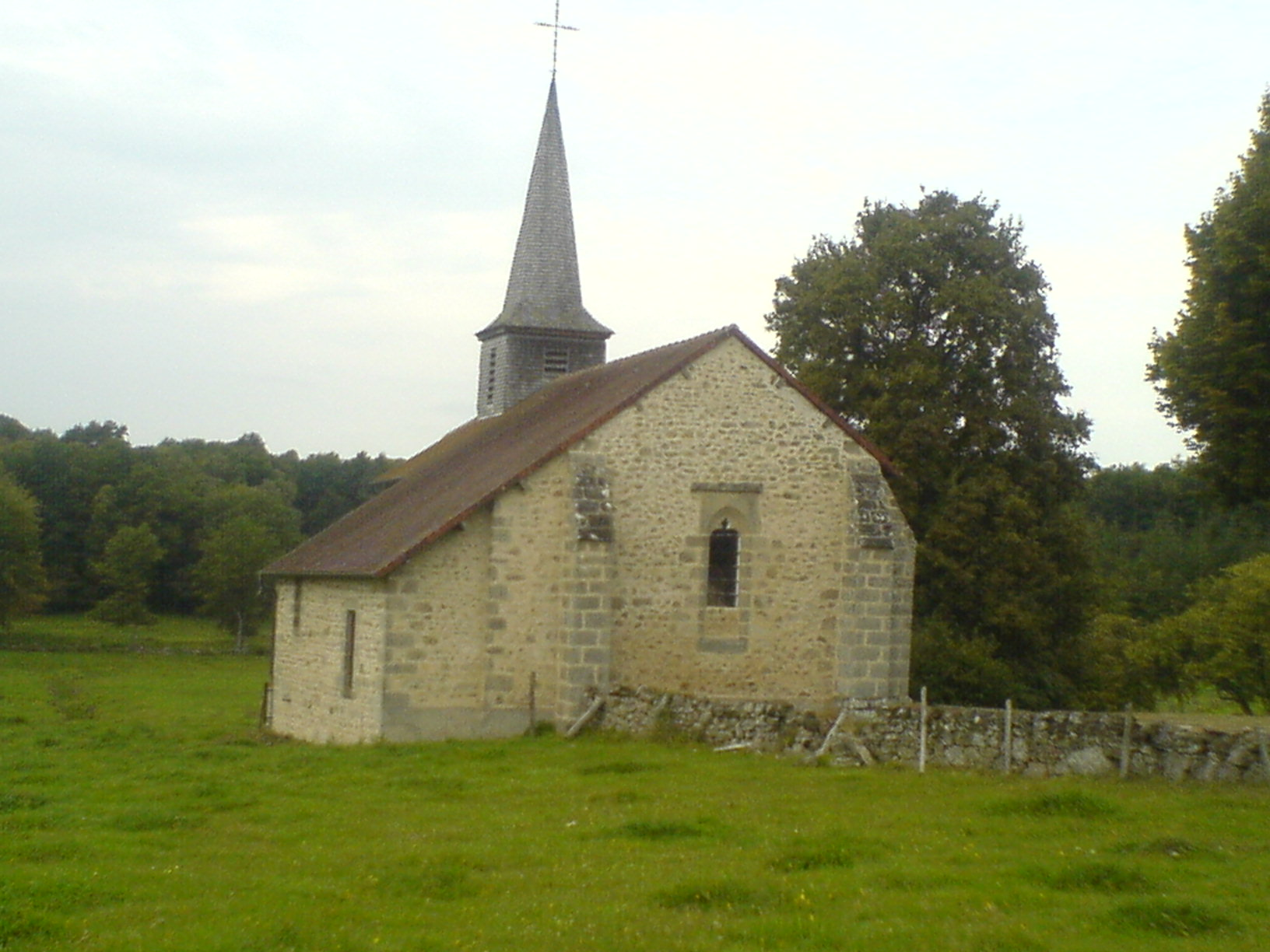
Kościół św. Awita w Saint-Avit-le-Pauvre (2011)

Saint-Avit-le-Pauvre – miejscowość i gmina we Francji, w regionie Nowa Akwitania, w departamencie Creuse. Nazwa miejscowości pochodzi od imienia św. Awita.
Według danych na rok 1990 gminę zamieszkiwało 69 osób, a gęstość zaludnienia wynosiła 14 osób/km² (wśród 747 gmin Limousin Saint-Avit-le-Pauvre plasuje się na 529. miejscu pod względem liczby ludności, natomiast pod względem powierzchni na miejscu 646.).

## Populacja

Populacja Saint-Avit-le-Pauvre w latach 1962–2008